# Sistotrema athelioides
Sistotrema athelioides é uma espécie de fungo pertence à família Hydnaceae.